# Surreal Life
Surreal Life var en amerikansk realityserie från 2003 som följer ett antal kändisar som inte längre är på toppen av sina karriärer. Den har blivit mycket populär och omtalad i USA. Serien har visats på Kanal 5 och visas nu på TV400. Bland deltagarna finns Omarosa Manigault-Stallworth, Marcus Schenkenberg och Janice Dickinson med flera. Serien är inne på säsong 6 i USA där den visas på VH1.